# Ri-Bus-konflikten
RiBus-konflikten var en dansk strejke og arbejdsmarkedskonflikt mellem 1994-1995 blandt buschaufførerne i Esbjerg mod busselskabet RiBus. Strejken startede 1. juni 1994 og i alt strakte den sig over 268 dage. Baggrunden for strejken var fra buschaufførernes og fagforeningernes side kampen mod privatisering og forringelse af arbejdsforhold. Strejken blev landskendt på grund af mediernes omtale og de billeder som blev bragt fra demonstrationer og blokader. Under strejken blev politiets rolle kritiseret, og blandt andet blev brugen af hunde mod større menneskemængder. Officielt blev strejken afsluttet ved et møde i Esbjerg den 11. november 1995.

## Baggrund
I december 1992 fremsatte det daværende amtsråd i Ribe Amt krav om at busdriften i Esbjerg skulle gennemgå besparelser for tre millioner kroner, buschaufførerne afviste imidlertid at der overhovedet kunne spares så mange penge, senere blev det derfor besluttet, at busdriften kun skulle spare en million. Buschaufførerne tilbød en strammere køreplan, men det blev afvist af amtsrådet, som i stedet satte Esbjerg bybusser til salg i juni 1993. Selskabet Ribus fik i februar 1994 lov til at købe og overtage bybusserne, da det var det billigste tilbud, det blev dog kritiseret for langt fra at være det bedste.
Den 29. maj 1994 overtog det private selskab RiBus busdriften i Esbjerg. Kort efter blev 11 ud af 82 chauffører fyret, fordi de ikke ville skifte fagforening og de ikke anerkendte den nye overenskomst fra Rutebilejernes Arbejdsgiverforening, som RiBus ville tegne med dem, og som betød at de både gik ned i løn og fik dårligere arbejdsforhold. Forskellen imellem de to overenskomster var en lønnedgang på omkring 15.000-30.000 kr. om året. Dette fik dagen efter, 1. juni, chaufførerne til at nedlægge arbejdet, og der var hen over sommeren flere arbejdsnedlæggelser og blokader foran busselskabet.

## Konflikten
De strejkende chauffører fik støtte fra fagforeningen SiD, som efter flere fyringer sendte RiBus i Arbejdsretten, hvor det blev fastslået at RiBus skulle fortsætte med samme løn indtil overenskomsten udløb, men de tidligere chauffører fik ikke bod eller blev genansat. Igennem forhandlinger forsøgte SiD at få de fyrede genansat, med samme lønniveau som før, dette kunne så udlignes over en periode på 2-3 år til den private overenskomst, disse forhandlinger blev dog aldrig til noget.
Den 10. februar 1995 vælger RiBus-chaufførerne igen at strejke. De er utilfredse med den forestående overgang til overenskomsten mellem Rutebilejernes Arbejdsgiverforening og SiD. Den 20. februar var der omfattende landsdækkende sympatiaktioner, blandt andet gik størstedelen af Københavns postmedarbejdere hjem, busdriften blev indstillet i stort set alle større byer. Det blev skønnet at omkring 50.000 lønmodtagere havde nedlagt arbejdet i sympati med chaufførerne.
Arbejdsretten gør det klart den 24. februar, at chaufførerne vil blive fyret, hvis de ikke næste mandag morgen genoptager arbejdet.

### Blokader og sympatiaktioner
RiBus fyrer alle strejkende chauffører den 27. februar 1995, da de ikke har genoptaget arbejdet, i stedet ansætter RiBus nye (populært kaldet skruebrækkere) til at overtage deres arbejde. Herefter etablerer de gamle chauffører blokader for helt at stoppe busdriften i Esbjerg.
Den første større konfrontation i Esbjerg kommer da politiet den 6. april 1995 bryder de fysiske blokader. De bruger hunde som bider flere, og blandt andet chaufførernes talsmand må på skadestuen og behandles for hundebid. Andre steder i landet indstilles busdriften samme dag i sympatiaktioner. De efterfølgende måneder var præget af voldsomme demonstrationer og blokader.
Andre steder i landet var der også sympatiaktioner, eksempelvis i Helsingør den 26. maj, 6-8 mennesker blokerede for en bus, der var ejet af en medejer til RiBus. Lignende aktioner fandt også sted i København. På årsdagen for den første strejke i konflikten, 1. juni, blev der arrangeret en stor støttefest. Til denne spillede musikerne Johnny Madsen, Kim Larsen og Erik Clausen.
Det Dårlige Selskab, der bestod af musikerne Kim Larsen, Erik Clausen og Peter Ingemann, tilbød den 17. september 1995 at købe RiBus og give det videre til de fritstillede chauffører. I de efterfølgende dage var der kontakt mellem kunstnerne og RiBus' ledelse, men RiBus fastholdte, at selskabet ikke var til salg.

### Afslutning på konflikten
LO stod den 16. oktober 1995 bag et forlig med Danske Arbejdsgivere om en "løsning" på RiBus-konflikten. Den blev underskrevet i hemmelighed af SiD og Rutebilejernes Arbejdsgiverforening. Aftalen godkendte, at skruebrækkerne kunne blive ved RiBus og at RiBus fremover, når de manglede folk skulle prioritere de gamle RiBus-chauffører først.
Chaufførerne besluttede herefter at afbryde strejken og opgive blokaderne den 4. november 1995. På et stormøde i Esbjerg den 11. november, blev strejken officielt afblæst.

## Reaktioner
Især på yderste venstrefløj stempledes LO's forlig som et forræderi mod chaufførernes og arbejdernes kamp for bedre løn og arbejdsforhold.
Hos Socialdemokratiet kritiserede man SiD's rolle i forhandlingerne, og mente at fagforeningen politisk generelt lå for langt til venstre. Blandet andet ovenpå sådanne overvejelser udtalte SiD's daværende formand Hardy Hansen "Vi er ikke medansvarlige. Tværtimod har Ri-Bus ikke stået ved, hvad de lovede omkring tilpasningsforhandlinger, da busdriften gik fra kommunen til et privat selskab".
Daværende statsminister Poul Nyrup Rasmussen udtalte flere gange sin støtte til de strejkende chauffører, blandt andet i sin 1. maj-tale i 1995, hvor han viste sin støtte ved at sige "Hvordan har du det med at blive trådt på? At blive ydmyget? At mærke uretfærdigheden?". Nyrup Rasmussen udtalte flere gange hans støtte til de strejkende, han understregede dog, at han opfordrede til, at konflikten blev løst lokalt og at han tog afstand fra hærværk og uroligheder i forbindelse med demonstrationer og blokader, og at han i den henseende støttede politiet.
Partiet Venstres daværende gruppeformand Ivar Hansen udtalte i forbindelse med konflikten kritik af statsministeren, og gav ham et medansvar for dens forløb. Han udtalte i august 1995: "Statsministeren må tage ekstraordinære skridt for at stoppe de stadigt grovere ulovligheder, der gennemføres af kriminelle grupper, der åbenbart er blevet opmuntret af den støtte, som de modtager fra socialdemokratiske folketingsmedlemmer. ... Måske statsministerenen skulle beskæftige sig lidt mindre med, hvad der sker på den anden side af jordkloden og lidt mere med, hvad der sker her i landet.

## Politiet
Alene politiopgaverne i forbindelse med strejken løb op i omkring 15 millioner kroner. Der var flere hundrede retssager efter konflikten. Under konflikten blev der foretaget mere end 500 anholdelser, og politiet brugte omkring 70.000 mandskabstimer. Alle politikredse i Danmark bortset fra Bornholms havde på skift mandskab i Esbjerg i forbindelse med urolighederne.